# Caragana dasyphylla
Caragana dasyphylla är en ärtväxtart som beskrevs av Antonina Ivanovna Pojarkova. Caragana dasyphylla ingår i släktet karaganer, och familjen ärtväxter. Inga underarter finns listade i Catalogue of Life.